# Tuaran
Tuaran ist eine Stadt im malaysischen Bundesstaat Sabah. Tuaran gehört zum gleichnamigen Verwaltungsbezirk (Distrikt Tuaran) und liegt 27 Kilometer nördlich der Hauptstadt Kota Kinabalu und ist Teil des Gebietes West Coast Division zu dem die Distrikte Kota Kinabalu, Ranau, Kota Belud, Tuaran, Penampang, Putatan und Papar gehören.

## Namensherkunft
Es wird vermutet, dass der Name Tuaran von dem malaiischen Wort tawaran abstammt, was übersetzt 'Feilschen' oder 'Verkauf' bedeutet. Vermutlich spiegelt dies die frühere Rolle der Stadt als bedeutender Marktplatz wider, den die Einheimischen aus den höher gelegenen Dörfern benutzten, um ihre Waren zu verkaufen und mit den Bewohnern der Küste Handel zu treiben. Noch heute ist der wöchentlich am Sonntagmorgen abgehaltene tamu der zweitgrößte Markt in der Gegend.

## Geographie
Tuaran liegt im Nordwesten der Insel Borneo zwischen Kota Kinabalu und Kudat. Die Stadt wird an drei Seiten vom Fluss Sungai Tuaran umflossen, wodurch die Ausbreitung der Stadt eingeschränkt ist.
Etwa 65 % der Landfläche ist hügelig. Flaches Land gibt es nur im unmittelbaren Küstenbereich und an der stromabwärts gelegenen Seite der Stadt Tuaran von Tamparuli Tuaran bis zu der Mündung des Flusses.

## Demographie
Die Bevölkerung von Tuaran beträgt laut der letzten Zählung im Jahr 2010 3.253 Einwohner und besteht überwiegend aus Kadazan-Dusun sowie einem beträchtlichen Anteil an Chinesen, Bajau und Malaien. Wie in vielen anderen Städten Sabahs gibt es auch hier eine beträchtliche Anzahl illegaler Immigranten aus den nahegelegenen Philippinen, vor allem aus Sulu und Mindanao, die in der Bevölkerungsstatistik nicht verzeichnet sind.

## Position Tuarans in der Distriktsgliederung
Der Distrikt Tuaran ist in drei Unterbezirke oder Regionen (kawasan) aufgeteilt: Sulaman, Kiulu und Tamparuli. Die Stadt Tuaran bildet den Mukim Tuaran Bandar in der Region Tamparuli.

## Politik
Tuaran gehört zum parlamentarischen Wahlbezirk „P.170 Tuaran“. Bei den Parlamentswahlen in Malaysia 2013 errang hier der Kandidat der Koalitionsregierung Barisan Nasional Madius Bin Tangau den Sieg.

## Essen und Trinken

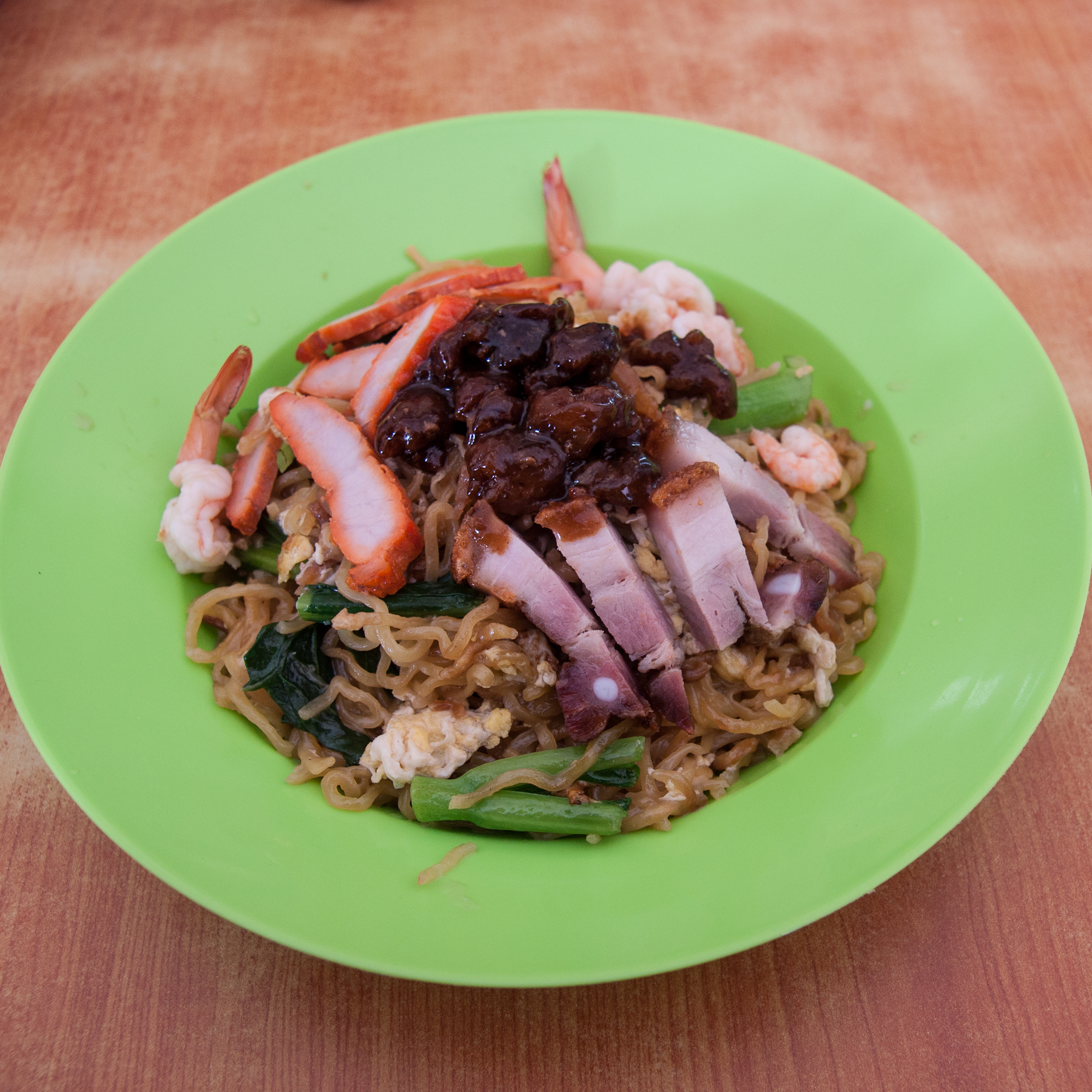
Tuaran mee, ein traditionelles Nudelgericht aus Tuaran

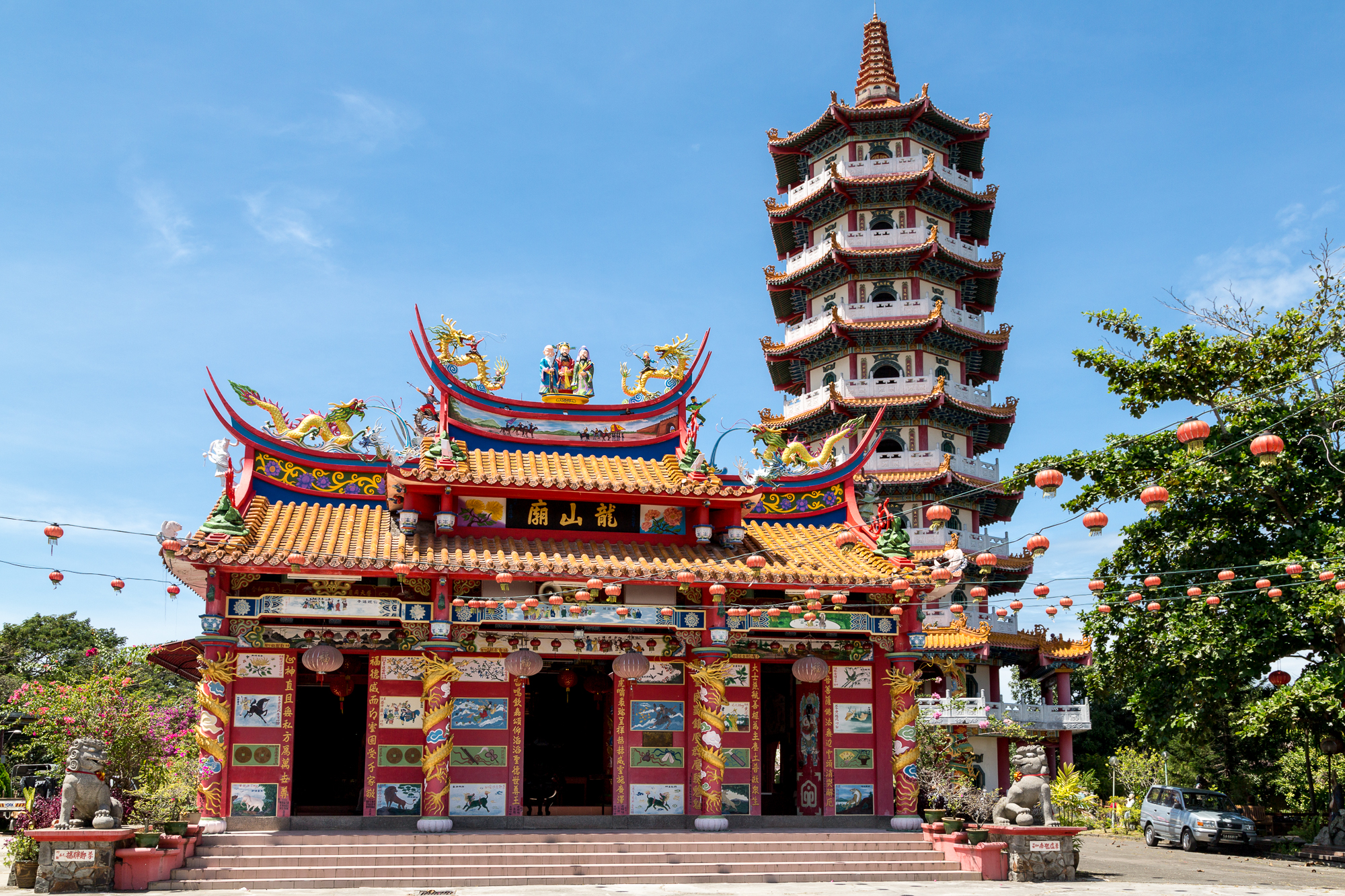
Die neunstöckige Ling-San-Pagode und der Ling-San-Tempel

Tuaran ist die Heimat der Lotud, eines indigenen Volkes. Ihr traditioneller Likör namens bahar ist ein gegorener Palmensaft der während des Gärungsprozesses mit einer Baumrinde (rosok) versetzt wird, die den Palmwein rot einfärbt. Chemiker haben den hohen Gehalt an Anti-Oxidantien des Getränks bestätigt. Der Wein wird schnell schlecht und schlägt innerhalb eines Tages ins Saure um. Von Uneingeweihten wird der Geschmack des Getränks allerdings als beißend und widerlich beschrieben.
Von Straßenhändlern wird ein traditionelles Nudelgericht, das Tuaran mee serviert. Der Nudelteig besteht aus Eigelb und Mehl, was den Nudeln beim Braten den besonderen Eigeschmack verleiht. Die Nudeln werden normalerweise 5–10 Minuten bei hoher Hitze gebraten, bis eine goldene Kruste an den Nudeln entsteht. Einheimische Gemüsesorten wie etwa sawi werden ebenfalls mitgebraten. Das Gericht wird mit charseow – Scheiben aus gegrilltem, chinesisch-süßem Schweinefleisch – und Frühlingsrollen serviert.

## Sehenswürdigkeiten
Ein markantes Bauwerk der Stadt ist die neunstöckige, chinesische Pagode, von der aus man einen hervorragenden Rundblick über die Stadt hat.
In der Nähe der Stadt liegen das Mengkabong Water Village und das Penimbawan Water Village, zwei Pfahlbau-Siedlungen der Bajau.